# André Kouprianoff
André Kouprianoff (* 19. Oktober 1938 in Paris) ist ein ehemaliger französischer Eisschnellläufer.

## Werdegang
Kouprianoff wurde fünfmal französischer Meister im Kleinen Vierkampf (1961–1965) und nahm von 1960 bis 1973 an internationalen Wettbewerben teil. Dabei kam er in der Saison 1959/60 bei der Mehrkampfeuropameisterschaft 1960 in Oslo auf den 23. Platz im Großen Vierkampf und bei den Olympischen Winterspielen 1960 in Squaw Valley auf den 15. Platz über 500 m, auf den 11. Rang über 10.000 m, auf den neunten Platz über 5000 m sowie auf den achten Platz über 1500 m. Bei der nachfolgenden Mehrkampfweltmeisterschaft in Davos gewann er die Silbermedaille im Großen Vierkampf. In den folgenden Jahren holte Kouprianoff bei der Mehrkampfeuropameisterschaft 1961 in Helsinki die Bronzemedaille und bei der Mehrkampfeuropameisterschaft 1962 in Oslo die Silbermedaille im Großen Vierkampf. Zudem wurde er bei der Mehrkampfweltmeisterschaft 1961 in Göteborg Vierter und bei der Mehrkampfweltmeisterschaft 1962 in Moskau Achter im Großen Vierkampf. Bei der Mehrkampfeuropameisterschaft im Februar 1963 in Göteborg errang er den 25. Platz. Nach Platz 21 im Großen Vierkampf bei der Mehrkampfeuropameisterschaft 1964 in Oslo zu Beginn der Saison 1963/64, belegte Kouprianoff bei den Olympischen Winterspielen 1964 in Innsbruck den 27. Platz über 10.000 m, den 26. Rang über 500 m sowie den 22. Platz über 1500 m und bei der Mehrkampfweltmeisterschaft 1964 in Helsinki den 22. Rang im Großen Vierkampf. Letztmals international startete er, nachdem er zwischen 1965 und 1972 an keinen internationalen Wettbewerb teilgenommen hatte, bei der Mehrkampfeuropameisterschaft 1973 in Grenoble, wobei er den 25. Platz im Großen Vierkampf errang.

## Erfolge

### Olympische Spiele
- 1960 Squaw Valley: 8. Platz 1500 m, 9. Platz 5000 m, 11. Platz 10.000 m, 15. Platz 500 m
- 1964 Innsbruck: 22. Platz 1500 m, 26. Platz 500 m, 27. Platz 10.000 m

### Mehrkampf-Weltmeisterschaften
- 1960 Davos: 2. Platz Großer Vierkampf
- 1961 Göteborg: 4. Platz Großer Vierkampf
- 1962 Moskau: 8. Platz Großer Vierkampf
- 1964 Helsinki: 22. Platz Großer Vierkampf

### Mehrkampf-Europameisterschaften
- 1960 Oslo: 23. Platz Großer Vierkampf
- 1961 Helsinki: 3. Platz Großer Vierkampf
- 1962 Oslo: 2. Platz Großer Vierkampf
- 1963 Göteborg: 25. Platz Großer Vierkampf
- 1964 Oslo: 21. Platz Großer Vierkampf
- 1973 Grenoble: 25. Platz Großer Vierkampf

## Persönliche Bestzeiten
| Disziplin | Zeit        | Datum             | Ort                  |
| --------- | ----------- | ----------------- | -------------------- |
| 500 m     | 41,5 s      | 24. Februar 1960  | Squaw Valley         |
| 1000 m    | 1:27,0 min  | 28. Dezember 1973 | Grenoble             |
| 1500 m    | 2:11,4 min  | 28. Januar 1964   | Innsbruck            |
| 3000 m    | 4:45,9 min  | 12. Februar 1961  | Hamar                |
| 5000 m    | 8:03,9 min  | 13. Januar 1962   | Madonna di Campiglio |
| 10.000 m  | 16:39,1 min | 27. Februar 1960  | Squaw Valley         |